# Arie Lejb Jelin
Arie Lejb Jelin (hebr. אריה ליב יעלין; ur. 1820 w Jasionówce, zm. 2 kwietnia 1886) – rabin Bielska Podlaskiego, interpretator Halachy. 

## Życiorys
Jego najsłynniejsza praca to Jefe Enajim (z hebr. Piękne oczy). Ponadto autor Kol Arje i Miẓpeh Arje, komentarzy do Talmudu.
Wzniesiona w 1898 główna synagoga Bielska Podlaskiego (zniszczona w trakcie II wojny światowej) otrzymała nazwę Jafe Einan, na cześć jego dzieła.